# Juliushütte

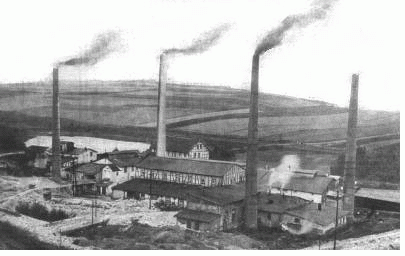
Das Gipswerk Juliushütte um 1900

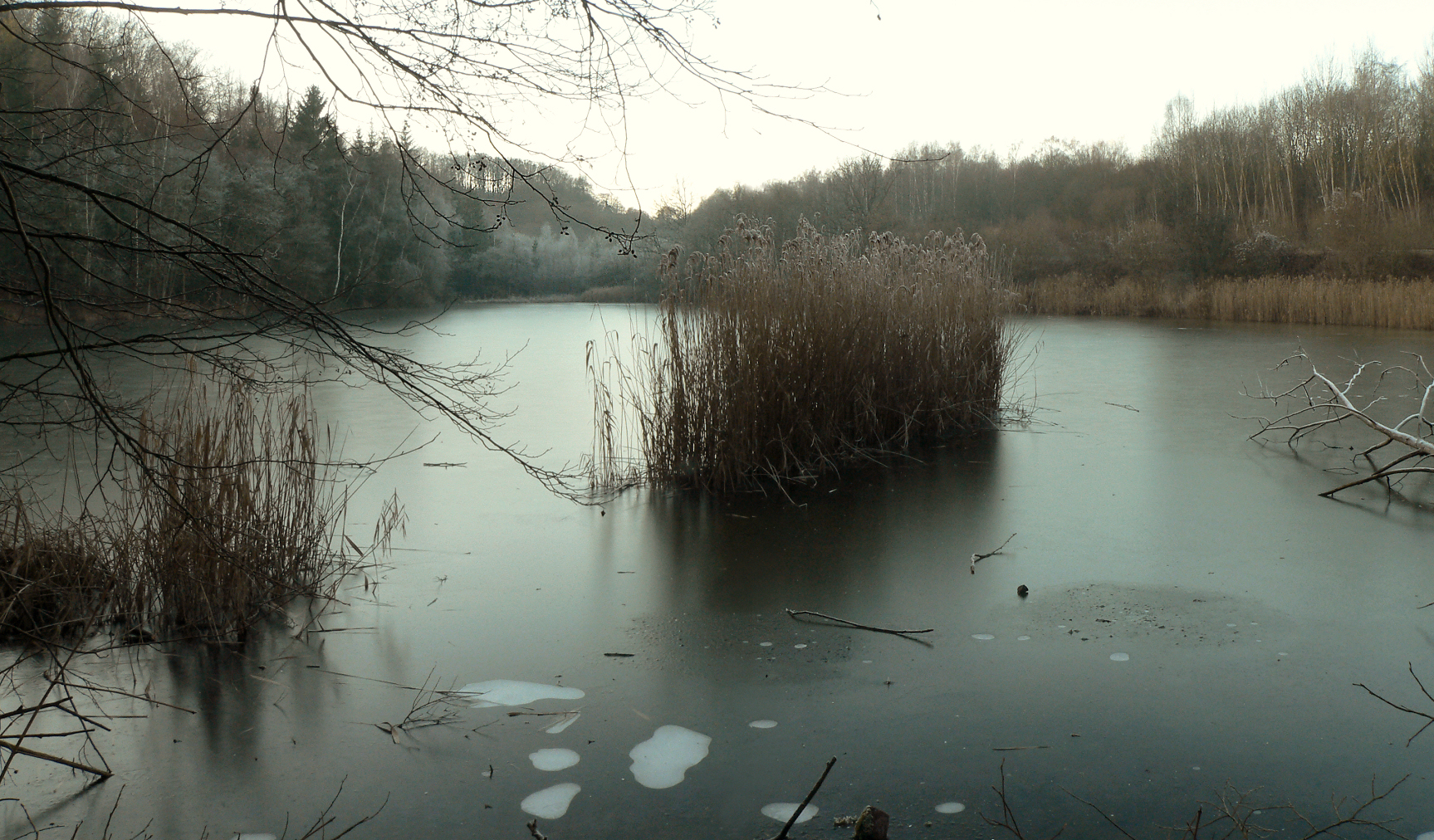
Großer Pontelteich

Juliushütte ist eine Wüstung, die ein Ortsteil der niedersächsischen Gemeinde Walkenried im Südharz war. Ursprünglich aus einer Gipsfabrik entstanden, erlebte die Siedlung mit über 100 Einwohnern bedingt durch ihre Lage an der späteren innerdeutschen Grenze eine wechselhafte Geschichte, die 1964 mit der vollständigen Planierung des Geländes endete.

## Die Gipsfabrik
Im Jahre 1877 gründete der Unternehmer Julius Bergmann am Ufer des großen Pontelteichs, unmittelbar zwischen der Stadt Ellrich und dem südlich davon befindlichen Pontelberg, eine Gipsfabrik. Diese Fabrik lag, obwohl in unmittelbarer Nähe zum Ellricher Bahnhof gelegen und mit eigenem Gleisanschluss ausgestattet, auf Walkenrieder Stiftsgebiet. Zwischen der Fabrik und der Stadt Ellrich verlief die braunschweigisch-preussische Landesgrenze.
Nach dem Gründer bekam das Werk den Namen Juliushütte und wuchs im späten 19. Jahrhundert zu einer der größten Gipsfabriken Deutschlands heran. Aufgrund der nahen Rohstoffe siedelten sich nahe der Bergmann'schen Fabrik ab 1892 weitere Unternehmen, wie die Firma Kohlmann und  die Firma Euling & Mack, an. Auch eine Wohnsiedlung wurde gegründet. Diese beherbergte zur Blütezeit der Gipsfabrik Juliushütte bis zu 150 Menschen. Die Stadt Ellrich wurde zum bedeutenden Zentrum der Südharzer Gipsindustrie. Mit Erschöpfung der Rohstoffe und beginnender Überkapazitäten in der gesamtdeutschen Gipsgewinnung wurde das Werk Juliushütte auf Beschluss des Verbands der mitteldeutschen Gipswerke im Jahr 1926 gegen Entschädigung geschlossen.

## Vorkriegszeit und Zweiter Weltkrieg
Im Jahre 1936 pachtete der Erfurter Unternehmer Armin Trinks die stillgelegte Gipsfabrik Juliushütte an und baute sie zu einer Holzmehlfabrik um. Haupterzeugnisse wurden Streumehl, Polier- und Läuterspäne. Die Fabrik arbeitete ohne Unterbrechung bis 1945.
Im Frühsommer 1944 wurde auf einem kleineren Teil des Betriebsgeländes der Juliushütte und einem größeren Teil des benachbarten Betriebsgeländes der stillgelegten Gipsfabrik Kohlmann das KZ-Außenlager Ellrich-Juliushütte des Konzentrationslagers Mittelbau-Dora eingerichtet. Das Lager wurde zunächst als Mittelbau II bezeichnet und erhielt den Decknamen Erich. Teile des Fabrikgeländes und des Areals der Siedlung wurden für die Unterbringung der Wachmannschaften des KZ-Außenlagers okkupiert. Die Zivilbevölkerung wurde in die Stadt Ellrich umgesiedelt. Die  Holzmehlfabrik Trinks blieb wegen ihrer kriegswichtigen Produktion in Betrieb.
Im April 1945 wurde das KZ-Außenlager geräumt und von der US-Armee; später von der Roten Armee in Besitz genommen. Kurz darauf wurde mit der Aufteilung Deutschlands in Sektoren die Grenze zwischen Juliushütte und der Stadt Ellrich gezogen.

## Nachkriegszeit
Mit dem Ende des Zweiten Weltkriegs wurde die Produktion in der Holzmehlfabrik unterbrochen. Die Innerdeutsche Grenze schnitt Juliushütte von der Stadt Ellrich ab; Straßen-, Bahn- und Wegeverbindungen waren unterbrochen, auch die Versorgung mit Elektrizität wurde abgeschnitten. Der werkseigene, holzgasbetriebene Traktor der Fabrik sorgte für den nötigsten Antrieb. Die einzige Möglichkeit der Zufahrt nach Juliushütte konnte über Waldwege aus der Gemeinde Walkenried erfolgen. Von dort aus wurde auch eine neue Starkstromleitung verlegt. Juliushütte erhielt ein Trafohäuschen und wurde vom E-Werk Zorge versorgt. 
Zeitgleich setzte an der noch nicht befestigten Grenze ein reger Verkehr ein, Tausende Personen überschritten die Demarkationslinie im Bereich der Juliushütte bis Ende 1947. Dann wurde dies durch Befestigungsmaßnahmen unterbunden. Mit dem Wiederbeginn der Wirtschaft in den Westsektoren, vor allem der Pelzveredelung, wurde auch die Holzmehlfabrik Trinks wieder in Betrieb genommen. Viele der ehemaligen Arbeiter waren in die Siedlung Juliushütte zurückgekehrt, so dass dort um 1948 wieder 50 Personen lebten und die Fabrik Tag und Nacht arbeitete. Im Juni 1952 verstarb Armin Trinks. Der Betrieb wurde durch den Geschäftsführer Krömer weitergeführt.

## Brand und Abbruch
Am Vormittag des 4. August 1955 brannte die Holzmehlfabrik Trinks bis auf die Grundmauern ab. Die Freiwillige Feuerwehr Walkenried und die Werkfeuerwehr der Walkenrieder Seifenkocherei Genzel hatten einen zu weiten Anfahrtsweg, um rechtzeitig eingreifen zu können. Die Feuerwehr der Stadt Ellrich musste einsatzbereit die Genehmigung zur Grenzüberschreitung abwarten, so dass nur noch die Rettung der Wohngebäude möglich war. Ein Wiederaufbau der Fabrik an diesem, nunmehr entlegenen Ort verblieb. Die Holzmehlfabrik zog in Hallen der ehemaligen Bad Lauterberger Schickert-Werke, einer Rüstungsfabrik, um. Alle Arbeiter zogen mit, so dass nur wenige Personen in Juliushütte verblieben und der Ort langsam verfiel. 1961 lebten noch neun Familien dort. Das unmittelbar an der nunmehr befestigte Grenze gelegene Gelände wurde zum Politikum. Von der Propaganda der ostdeutschen Führung genutzt, um den angeblichen Verfall in den westlichen Gebieten darzustellen, fiel letztlich im Bundesministerium für gesamtdeutsche Fragen in Bonn die Entscheidung zum Abbruch. Die Vorbereitungen dauerten drei Jahre, in denen mit Bundesmitteln die in Privatbesitz befindlichen Häuser und das Gelände der Juliushütte von der Gemeinde Walkenried übernommen wurde. Die letzten verbliebenen Einwohner wurden in Neubauwohnungen in Walkenried umgesiedelt. In der Zeit vom 2. bis zum 5. Juni 1964 wurden die Gebäude komplett abgerissen, das Gelände planiert und geräumt.

## Heute
Das Gelände der ehemaligen Juliushütte ist zum Naturschutzgebiet erklärt und aufgeforstet worden. Im Februar 2021 ging das Naturschutzgebiet im neu ausgewiesenen Naturschutzgebiet Gipskarstgebiet bei Bad Sachsa auf. Einige Wanderwege durchkreuzen das Gebiet. Die Reste des KZ-Außenlagers Ellrich-Juliushütte sind freigelegt und als Gedenkstätte der Öffentlichkeit zugänglich gemacht worden. Der Name Juliushütte findet als Bezeichnung für einen Übersichtspunkt oberhalb des ehemaligen Ortsteils Verwendung. Am nunmehr bewaldeten Ufer des großen Pontelteiches steht einzig das Trafohäuschen noch nahe dem Standort der ehemaligen Juliushütte.